# Musicalisches Blumen-Büschlein

Musicalisches Blumen-Büschlein (« Buisson fleuri musical ») est le titre d'un recueil de huit suites pour clavecin de Johann Caspar Ferdinand Fischer, publié tout d'abord à Schlackenwerth en 1696 sous le titre Les Pièces de Clavessin, puis deux ans plus tard à Augsbourg. C'est le premier ouvrage de Fischer destiné au clavecin. Le second que nous connaissons du même compositeur (Musicalischer Parnassus), n'est publié que plus de quarante années après.

## Description
Le titre originel rappelle les Pièces de Clavessin publiées à Paris, en deux volumes, par Jacques Champion de Chambonnières en 1670, soulignant que Fischer était un excellent connaisseur du style français, et l'un de ses principaux promoteurs dans les pays germaniques. 
Le titre allemand attribué à la seconde édition (1698) évoque immanquablement les Fiori musicali du maître romain Girolamo Frescobaldi et ces analogies botaniques avaient été déjà reprises en 1696 par Johann Kuhnau pour son recueil intitulé Frische Clavier-Früchte (« Fruits frais du clavier ») et par Fischer lui-même, de façon moins explicite, dans son Journal de Printemps en 1695. L'ouvrage, sous ce titre allemand, est dédié à Sybille Augusta, l'épouse du margrave Louis-Guillaume de Bade-Bade, comme présent pour célébrer la naissance en 1697 du prince Karl Joseph à Augsbourg (lequel devait mourir dès 1703).
Les huit suites sont d'une grande variété de structures, et seule la sixième inclut les quatre danses traditionnelles dans leur ordre classique Allemande-Courante-Sarabande-Gigue. Les tonalités, également toutes différentes, alternent de mineur à majeur.
D'après Ernst Ludwig Gerber, dans son Historisch-biographisches Lexikon der Tonkünstler, Fischer « était considéré comme l'un des meilleurs clavecinistes de son temps et il était renommé pour faire connaître et diffuser l'art de l'ornementation en Allemagne, ainsi qu'un style parfait d'interprétation sur cet instrument ». C'était un des compositeurs que Bach avait en haute estime.

## Structure
- Suite no 1 (ré mineur)
Praeludium - Allemande - Courante - Sarabande - Gavotte - Menuet
- Suite no 2 (fa majeur)
Praeludium - Ballet - Menuet - Rondeau - Canaries - Passepied
- Suite no 3 (la mineur)
Praeludium - Passacaille - Bourrée - Menuet
- Suite no 4 (ut majeur)
Praeludium - Branle - Amener - Gavotte - Courante - Bourrée - Menuet
- Suite no 5 (mi mineur)
Praeludium - Aria - Variatio 1 à Variatio 8
- Suite no 6 (ré majeur)
Praeludium - Allemande - Courante - Sarabande - Gigue - Bourrée - Menuet
- Suite no 7 (sol mineur)
Praeludium - Plainte - Rondeau - Gavotte - Menuet
- Suite no 8 (sol majeur)
Praeludium - Chaconne

## Discographie
- Musicalisches Blumen-Büschlein - Olga Martynova (2006, Caro Mitis CM 0012006)